# Comps-sur-Artuby (tổng)
Tổng Comps-sur-Artuby là một tổng thuộc tỉnh Var trong vùng Provence-Alpes-Côte d'Azur.

## Địa lý
Tổng này được tổ chức xung quanh Comps-sur-Artuby trong quận Draguignan. Cao độ vùng này từ 630 m (Trigance) đến 1 700 m (La Roque-Esclapon) với độ cao trung bình 920 m.

## Các xã
Tổng Comps-sur-Artuby groupe 9 communes et compte 1 109 người (điều tra dân số năm 1999, dân số không tính trùng).
| Xã                | Dân số | Mã bưu chính | Mã insee |
| ----------------- | ------ | ------------ | -------- |
| Bargème           | 115    | 83840        | 83010    |
| La Bastide        | 122    | 83840        | 83013    |
| Le Bourguet       | 22     | 83840        | 83020    |
| Brenon            | 22     | 83840        | 83022    |
| Châteauvieux      | 73     | 83840        | 83040    |
| Comps-sur-Artuby  | 280    | 83840        | 83044    |
| La Martre         | 133    | 83840        | 83074    |
| La Roque-Esclapon | 192    | 83840        | 83109    |
| Trigance          | 150    | 83840        | 83142    |

## Thông tin nhân khẩu
| 1962                                                     | 1968 | 1975 | 1982 | 1990 | 1999  |
| -------------------------------------------------------- | ---- | ---- | ---- | ---- | ----- |
| 614                                                      | 717  | 754  | 852  | 928  | 1 109 |
| Nombre retenu à partir de 1962 : dân số không tính trùng |      |      |      |      |       |